# The Last Convoy
The Last Convoy – dziesiąty album studyjny polskiej grupy heavymetalowej Kat. Wydawnictwo ukazało się 25 września 2020 roku nakładem wytwórni muzycznej Pure Steel Records.

## Twórcy albumu
- Jakub „Qbek” Weigel - śpiew
- Piotr Luczyk - gitara
- Adam „Harris” Jasiński - gitara basowa
- Mariusz Prętkiewicz - perkusja
- Jerzy Kurczak - okładka

Gościnnie
- Paweł Steczek - pianino (utwór 5)
- Henry Beck - śpiew (utwór 3)
- Maciej Lipina - śpiew (utwór 5)
- Tim "Ripper" Owens - śpiew (utwór 6)

## Lista utworów
| Nr | Tytuł utworu                                | Długość |
| -- | ------------------------------------------- | ------- |
| 1. | „Satan's Nights”                            | 3:53    |
| 2. | „The Last Convoy”                           | 3:37    |
| 3. | „Mind Cannibals”                            | 4:17    |
| 4. | „Highway Star (Deep Purple cover)”          | 6:31    |
| 5. | „Dark Hole - The Habitat of Gods”           | 7:24    |
| 6. | „Flying Fire 2020”                          | 6:06    |
| 7. | „Blackout (Scorpions cover)”                | 4:06    |
| 8. | „You Shook Me All Night Long (AC/DC cover)” | 3:34    |
| 9. | „(hidden track)”                            | 2:13    |
|    |                                             | 41:41   |